# Poropuntius chonglingchungi
Poropuntius chonglingchungi är en fiskart som först beskrevs av Tchang, 1938.  Poropuntius chonglingchungi ingår i släktet Poropuntius och familjen karpfiskar. IUCN kategoriserar arten globalt som akut hotad. Inga underarter finns listade i Catalogue of Life.